# Vlissingen
Vlissingen ( výslovnost) je město a okres v jihozápadním Nizozemsku v provincii Zeeland, které leží na severní straně ústí západního ramene řeky Šeldy (Westerschelde) na poloostrově Walcheren. Díky své strategické poloze mezi Šeldou a Severním mořem byl Vlissingen po staletí důležitým přístavem. Městská práva získal v roce 1315.
V 17. století byl Vlissingen hlavním přístavem nizozemské Východoindické společnosti.
Vlissingen je znám zejména svými doky, v nichž byla postavena řada lodí Nizozemského královského námořnictva (Koninklijke Marine).
Město má asi 33 tisíc obyvatel. Stejnojmenný okres čítá 44 732 obyvatel (31. prosince 2008, zdroj: CBS) a rozlohu 344,98 km², z čehož 310,84 km² je voda.
K městu Vlissingen patří místa Oost-Souburg (10 500 obyvatel), West-Souburg (1 000 obyvatel) a Ritthem (500 obyvatel), přičemž Oost- a West-Souburg můžeme již počítat jako čtvrti města Vlissingen.

## Etymologie
Původ jména Vlissingen pochází pravděpodpobně ze slova "fles" (láhev), která hraje určitou úlohu ve všech teoriích vysvětlujících původ jména tohoto města a v současnosti může být též viděna i v jeho znaku. Vlissingen má městská práva od roku 1315.
Pojmenování Vlissingen je možné potkat i v New Yorku (Novém Amsterdamu, Nieuw Amsterdam) pod pojmenováním 'Flushing'; což je anglický překlad jména Vlissingen. Další pojmenování pro Vlissingen jsou Flesinga (španělsky), Flessinga (italsky), Flessingue (francouzsky), Fúlìxīnēn (čínsky) a Vurishingen (japonsky).

## Historie

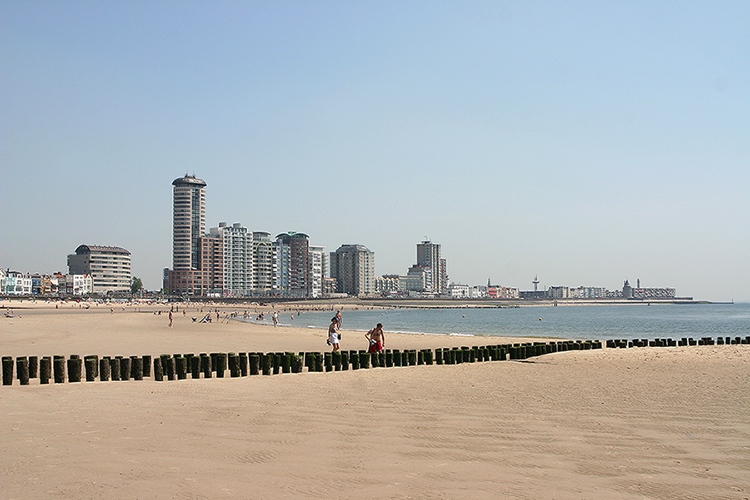
Pláž Badstrand v centru Vlissingenu

První zmínka o Vlissingenu pochází z roku 620. Jednalo se o osadu nacházející se v místech současné ulice Badhuisstraat a Koudekerseweg. Samotné město Vlissingen vzniklo vlastně díky holandskému hraběti Florisi V., jehož přáním bylo postavit přístavy na jihu Walcheren. K výstavbě přístavů Voorhaven (Přední přístav), Koopmanshaven (Kupecký přístav – současný Bellamypark) a Achterhaven (Zadní přístav – dnešní ulice Spuistraat) došlo krátce po jeho smrti v roce 1296 pod vládou Viléma III. Kolem těchto přístavů vzniklo současné město Vlissingen.
Za dobu své historie byl Vlissingen v rukách různých mocností:
- pod vládou Španělska – v letech 1568–1572
- pod vládou Anglie – v letech 1585–1616
- pod vládou Francie – v letech 1807–1815

Během osmdesátileté války bylo město ve španělských rukách. Vlissingen se stal 6. dubna 1572 druhým městem po Brielle, které se osvobodilo od španělské nadvlády. Na rozdíl od Brielle nebyl Vlissingen osvobozen za pomoci Gézů, ale vlastními obyvateli. V roce 1585 bylo město obsazeno Angličany: královna Alžběta ho získala jako zástavu, společně s Oostende, Brielle a pevností Fort Rammekens, výměnou za vojenskou a finanční pomoc v boji proti Španělsku. V roce 1616 se území města dostalo zpět do rukou Spojených provincií nizozemských. Ještě předtím, než Napoleon připojil Nizozemí k Francii, byl Vlissingen nějaký čas pod vládou Francie díky dohodě z Fontainbleau z listopadu 1807.
10. května 1940 vpadla německá vojska do Nizozemí. Země byla tímto útokem zaskočena. Ani Vlissingen nebyl této válečné mašinerie ušetřen. Vlissingenský přístav a námořní zázemí se staly nejdůležitějším cílem nacistů. Vojenské letiště Souburg bylo 10. května 1940 v 16:30 napadeno třemi Messerschmitty 110. V neděli 12. května 1940 bylo poprvé bombardováno centrum Vlissingenu a prostory přístavu. Bylo sestřeleno jedno letadlo Messerschmitt 110, následkem čehož byla těžce poškozeno vlissingenské vlakové nádraží. Na jaře 1944 bylo jasné, že spojenci podniknou invazi do západní Evropy. Nikdo ale netušil, kde přesně k této akci dojde.
Západní Šelda byla zaminována. Na plážích ležely miny a bezpočet zátarasů znemožňujících vylodění. V dunách operovaly nacistické jednotky ovládající ústí celé Šeldy. Město bylo obehnáno protitankovým příkopem. Strategický cíl Vlissingen byl během druhé světové války nejvíce bombardovaným městem Nizozemí. 7. října 1944 došlo k bombardování hráze Nolledijk. Výsledkem byla 20 metrová průrva v hrázi. V téže době byl proveden útok také na hráz u Rammekens. Výsledkem byla další díra – tentokrát 400 metrová. Osvobození Vlissingenu spojenci bylo součástí plánu na osvobození Walcheren, konkrétně jeho prvního bodu – operace Infatuate I. – vylodění ve Vlissingenu z Breskens. 1. listopadu 1944 v 4:45 začalo dělostřelecké bombardování Vlissingenu. Za další hodinu pak následoval první útok na svahu hráze u větrného mlýna Oranjemolen. Druhá pozemní jednotka vyrazila východně a obsadila Scheldeterrein. Dobývání zbytku města se dařilo díky mnoha odstřelovačům jen ulice po ulici. 2. listopadu 1944 se pokračovalo v bojích. Na sklonku dne zůstala aktivní ještě dvě ohniska odporu – hotel Britannia a prostor přístavu. 3. listopadu 1944 byl hotel dobyt skotskými jednotkami z 7. a 9. praporu Royal Scots. V sklepním bunkru byl nalezen německý velitel Reinhardt. Vlissingen byl tímto definitivně osvobozen.
Ve třicátých letech 20. století chtěl primátor města C. A. van Woelderen ekonomicky zvednout město za pomocí třech "pilířů" – turismu, přístavu a průmyslu. Městské přístavy byly zvětšeny a Vlissingen byl povýšen na lázeňské město. Byla zřízena lázeňská pláž a vycházkové molo. Molo bylo zničeno na konci druhé světové války německými okupanty, kteří chtěli zamezit vylodění spojenců.
Je plán pro rozšíření centra do míst bývalých loděnic "De Schelde". Pozemek o velikosti asi 35 hektarů byl využíván loděnicemi a je po 120 letech opuštěn.
Původně byl projekt pojmenován Dokkershaven, ale kvůli odporu veřejnosti byl překřtěn na Scheldekwartier.

## Rybářství
Ve vnitřním přístavu je umístěn rybí trh. Zároveň je domovským přístavem arnemuidských a vlissingenských rybářských lodí.

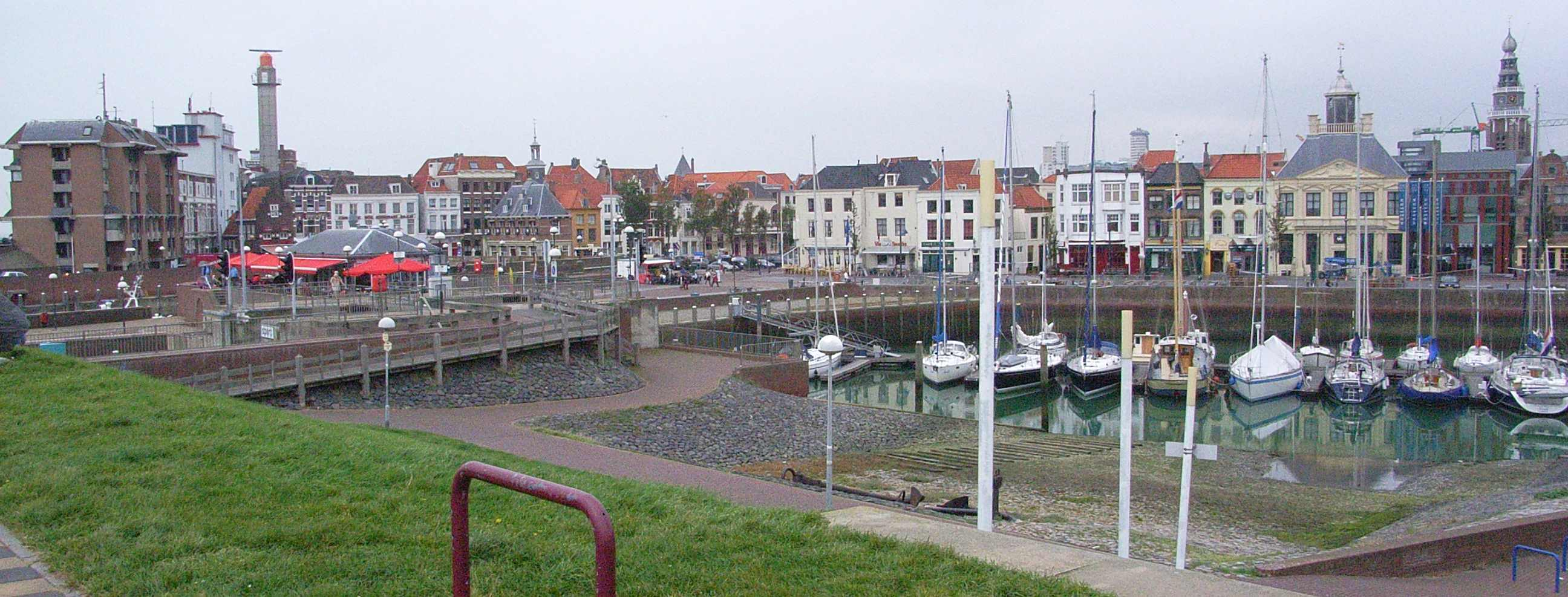
přístav ve Vlissingenu

## Partnerská města
Vlissingen má tři sesterská města:
- Govan Mbeki (Jihoafrická republika)
- Taganrog (Rusko)
- Ambon (Indonésie)

## Čtvrti a okolí
- Baskensburg (podnikatelská zóna)

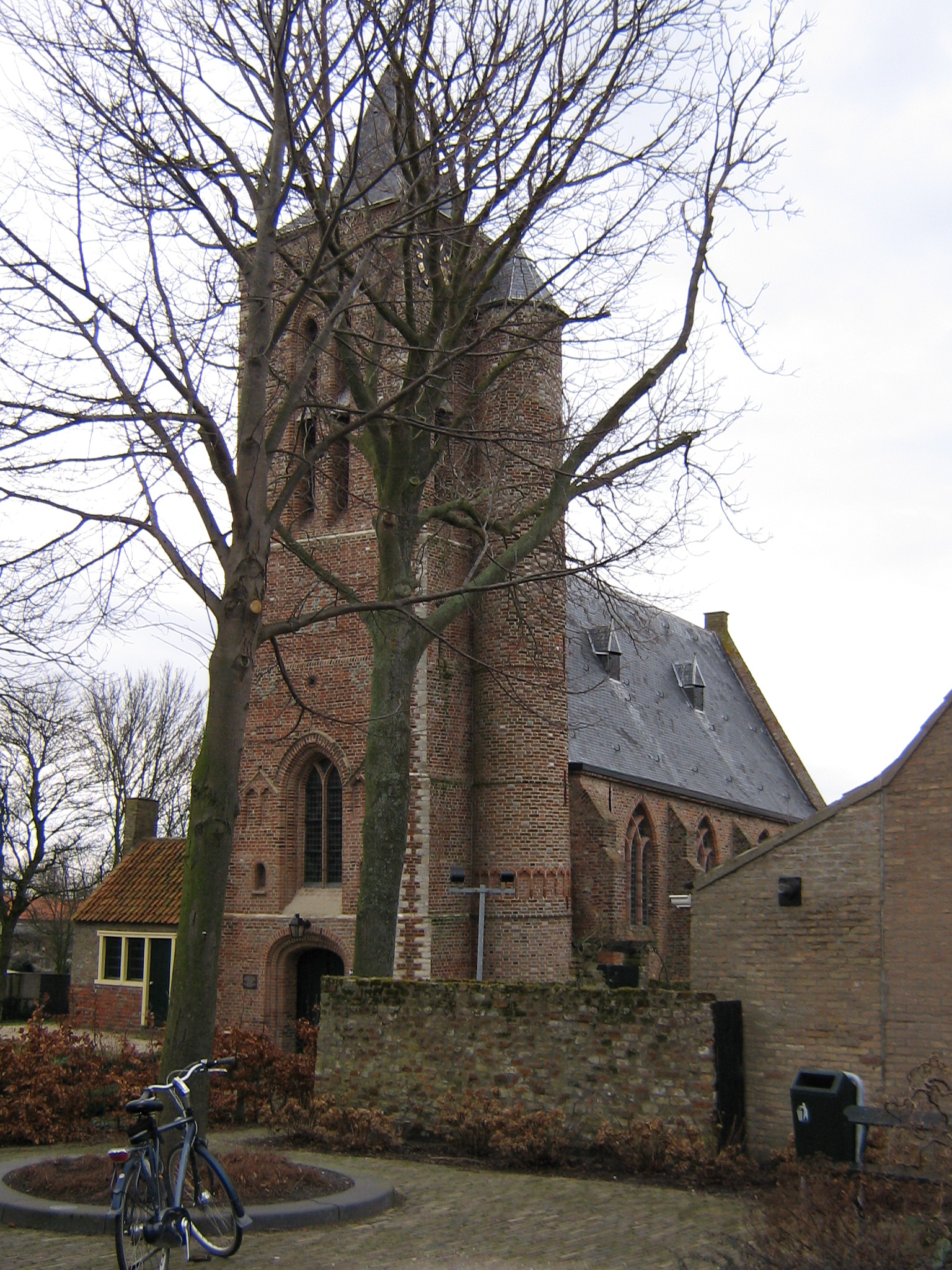
kostel v Ritthemu

- bulváry (de Ruijter, Bankert a Evertsen)
- Centrum (Oude Stad, Scheldekwartier, Rode buurt a Singel)
- Edisonpark (zóna pro školství, podnikatele a přístav)
- Galgewei (bungalovy)
- Groot-Lammerenburg (se čtvrtěmi Rosenburg, Bossenburgh, Lammerenburg (původně vesnice), Hofwijk, Papegaaienburg, Westerzicht
- Middengebied (se čtvrtěmi Baskensburg, Tuinstad, Bonedijke, Vredehofwijk, Het Fort)
- Oost-Souburg (aglomerační čtvrť)
- Paauwenburg
- Ritthem (vesnice)
- Vlissingen-Oost (přístav a průmyslová zóna)
- Vrijburg (podnikatelská zóna)
- West-Souburg

## Pamětihodnosti

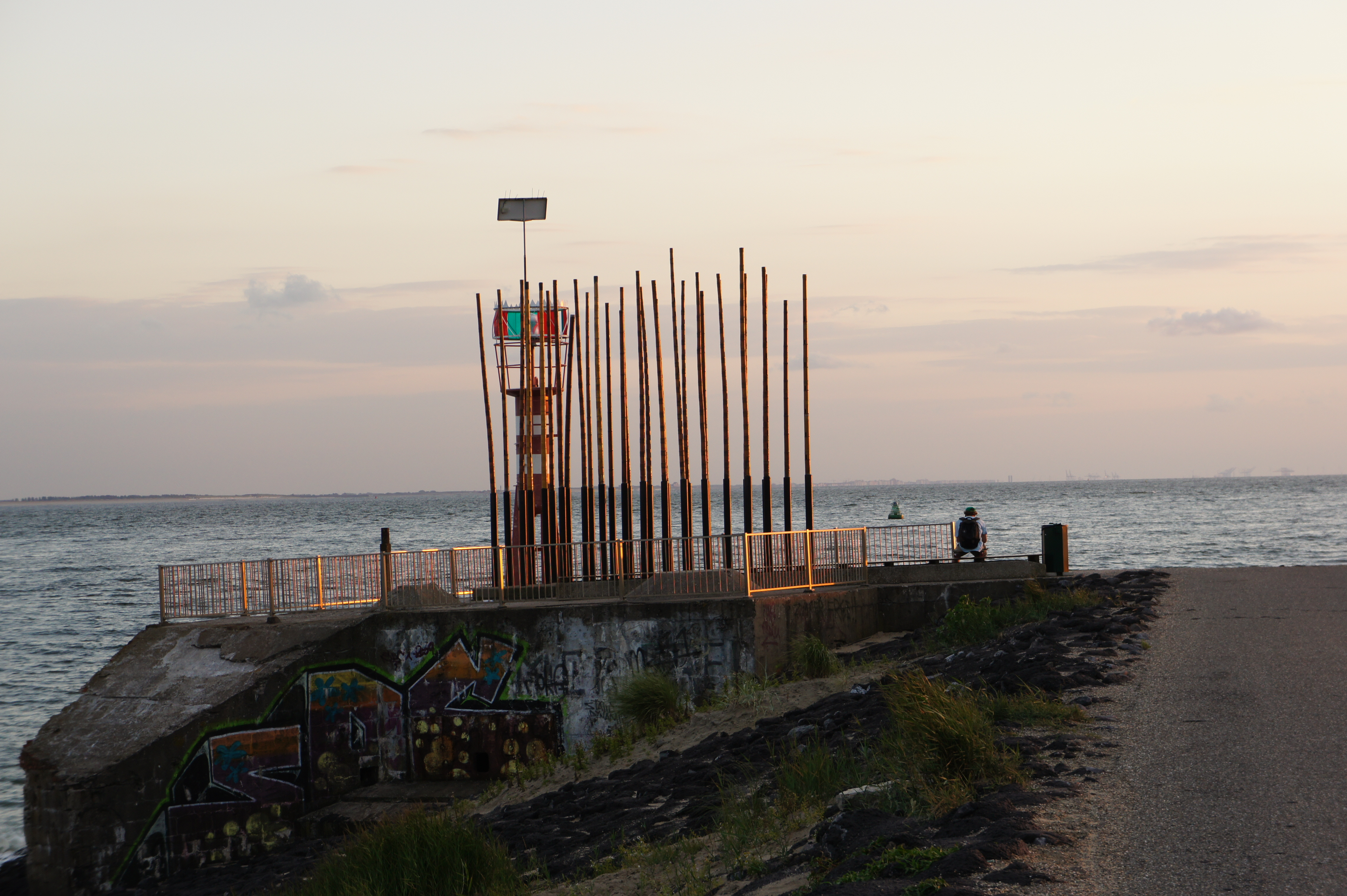
Větrné varhany u pláže Badstrand

Vlissingen je jedno ze sedmnácti měst a vesnic provincie Zeeland s chráněným historickým vzezřením. V letních měsících chodí po bulvárech, pláži De Nolle a po lázeňské pláži mnoho turistů a obyvatel města. Na jižním cípu stojí větrné varhany, jež sestávají z bambusových píšťal s řadou různých otvorů, které při silném větru hrají.
Ve starém centru města je asi 300 pamětihodných staveb, díky čemuž je město v Nizozemsku na třicátém místě v počtu památek. Vzhledem ke své poloze u západní Šeldy (Westerschelde) a husté lodní dopravě má Vlissingen námořní charakter. Hra vody a větru se stará o to, že každý den je počasí ve městě jiné.

### Zajímavé stavební památky
- Beeldenhuis
- Budova burzy (Beursgebouw)

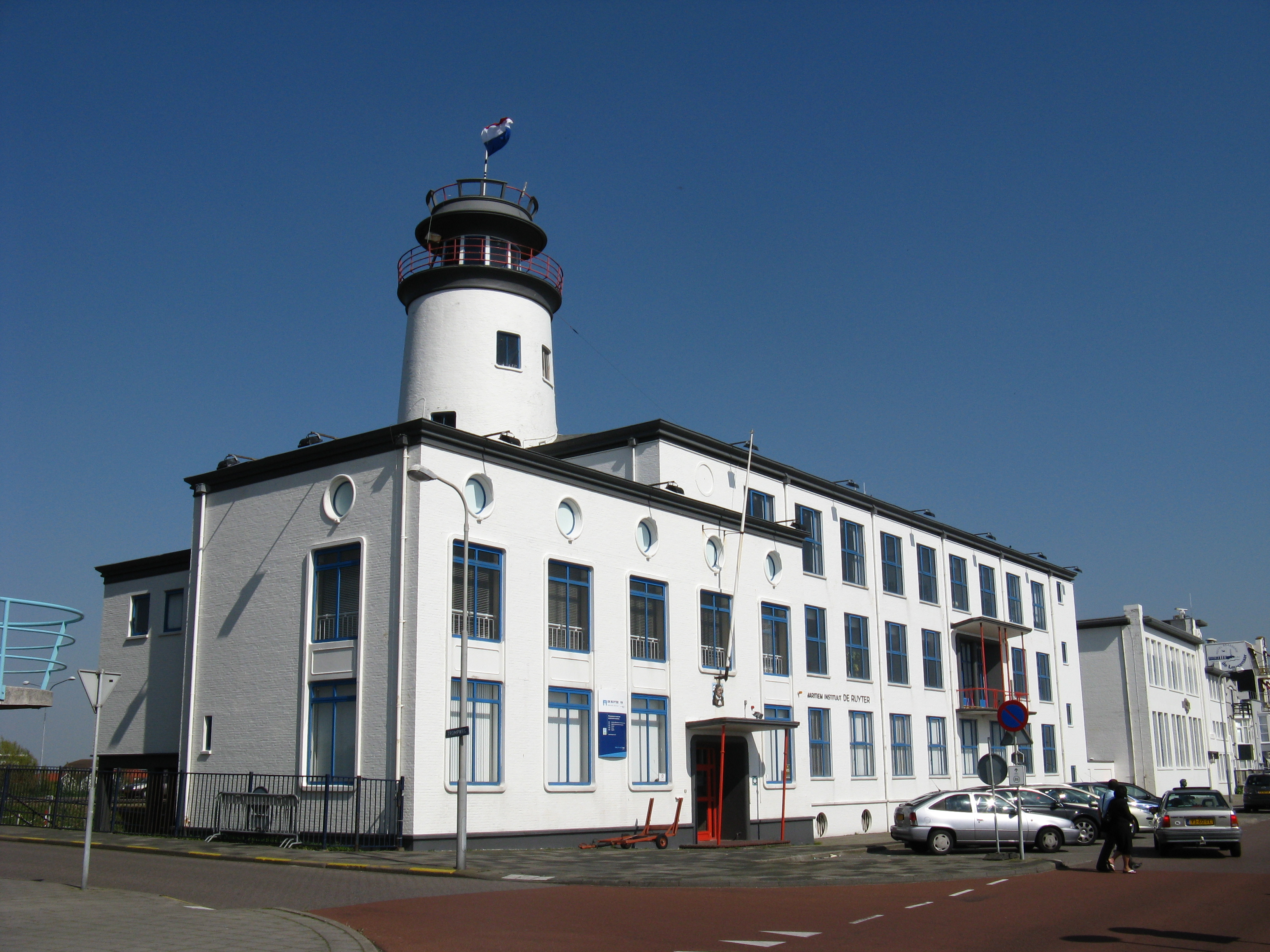
De Ruyterův námořní institut

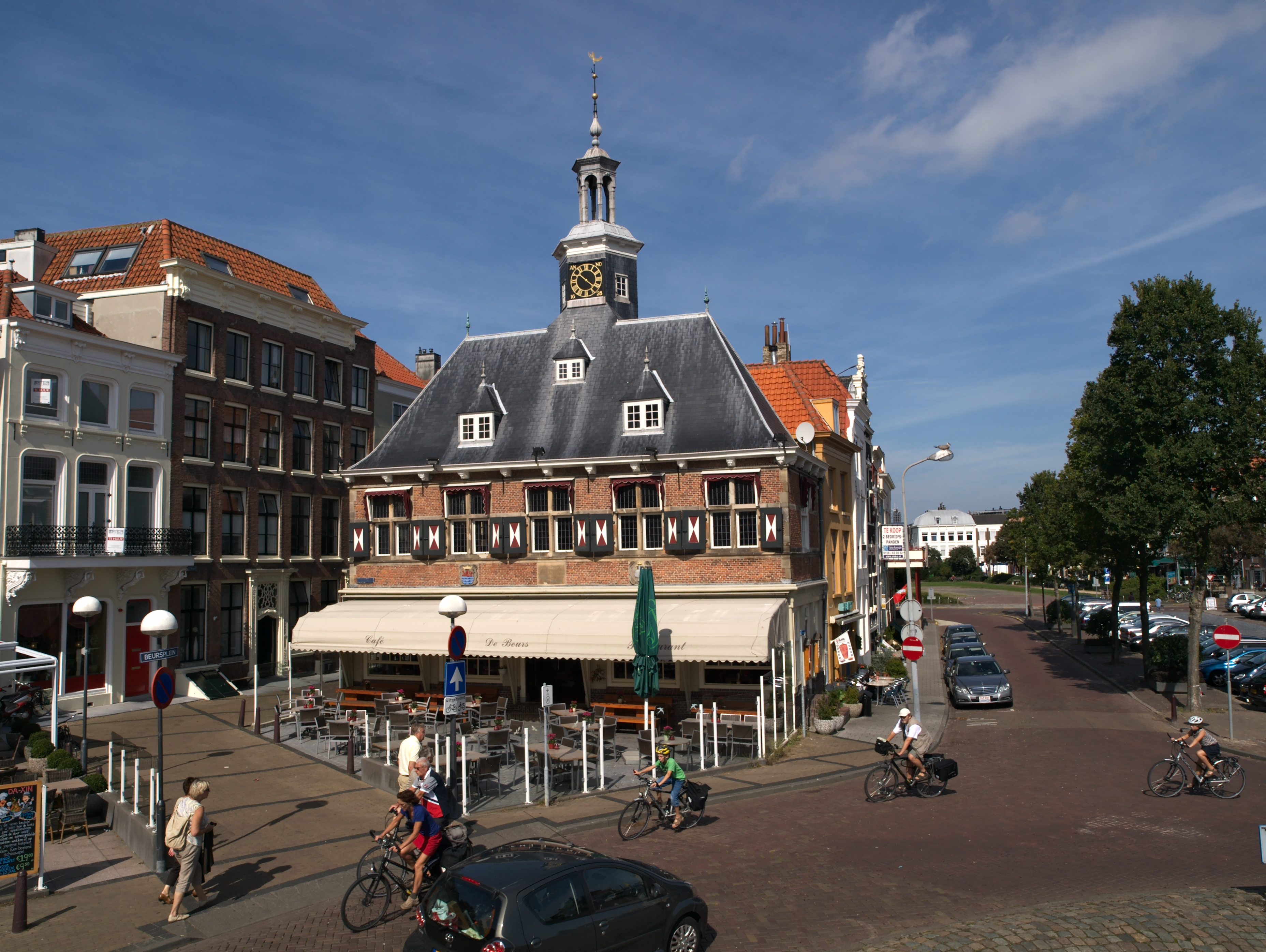
Budova burzy - Beursgebouw

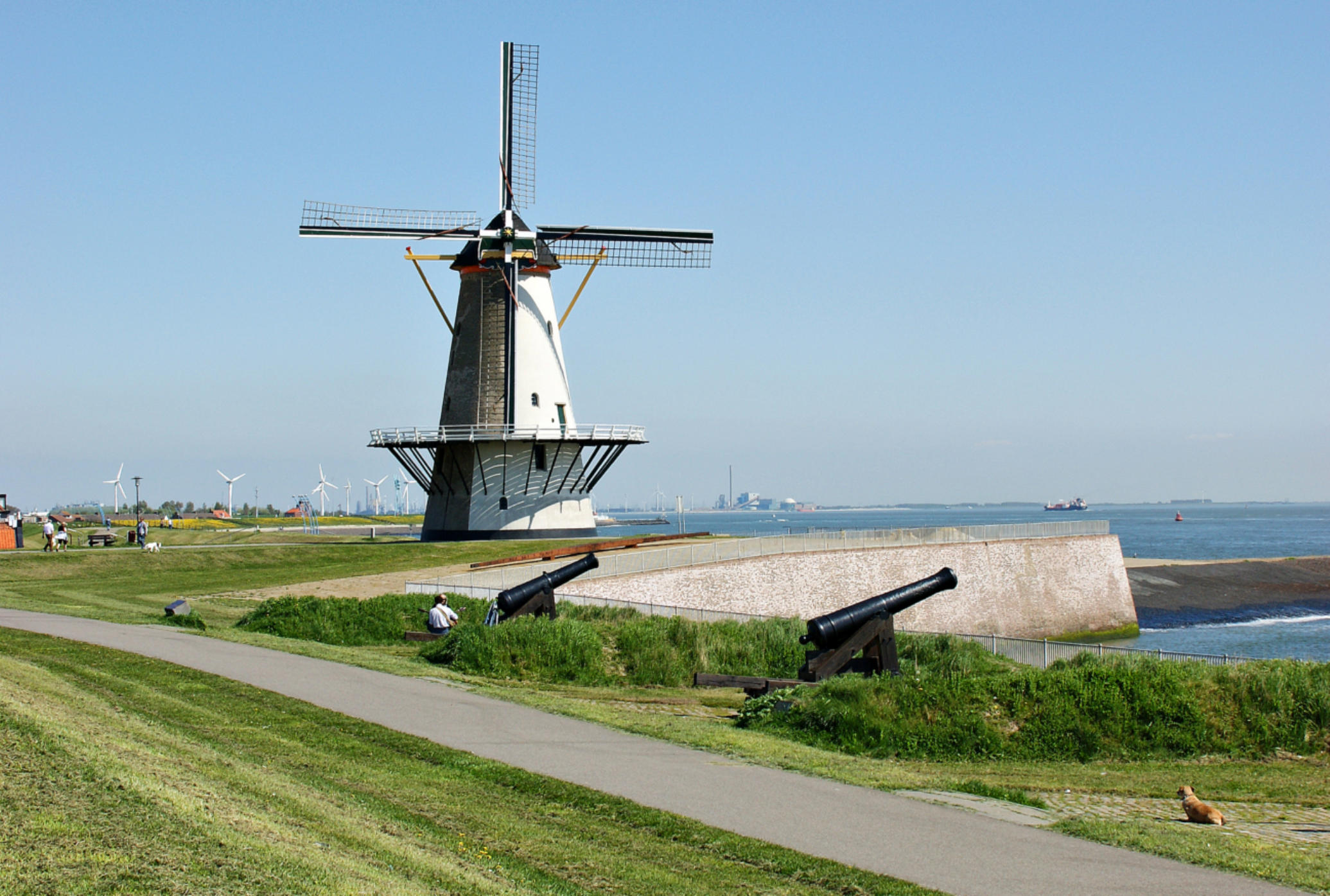
větrný mlýn Oranjemolen

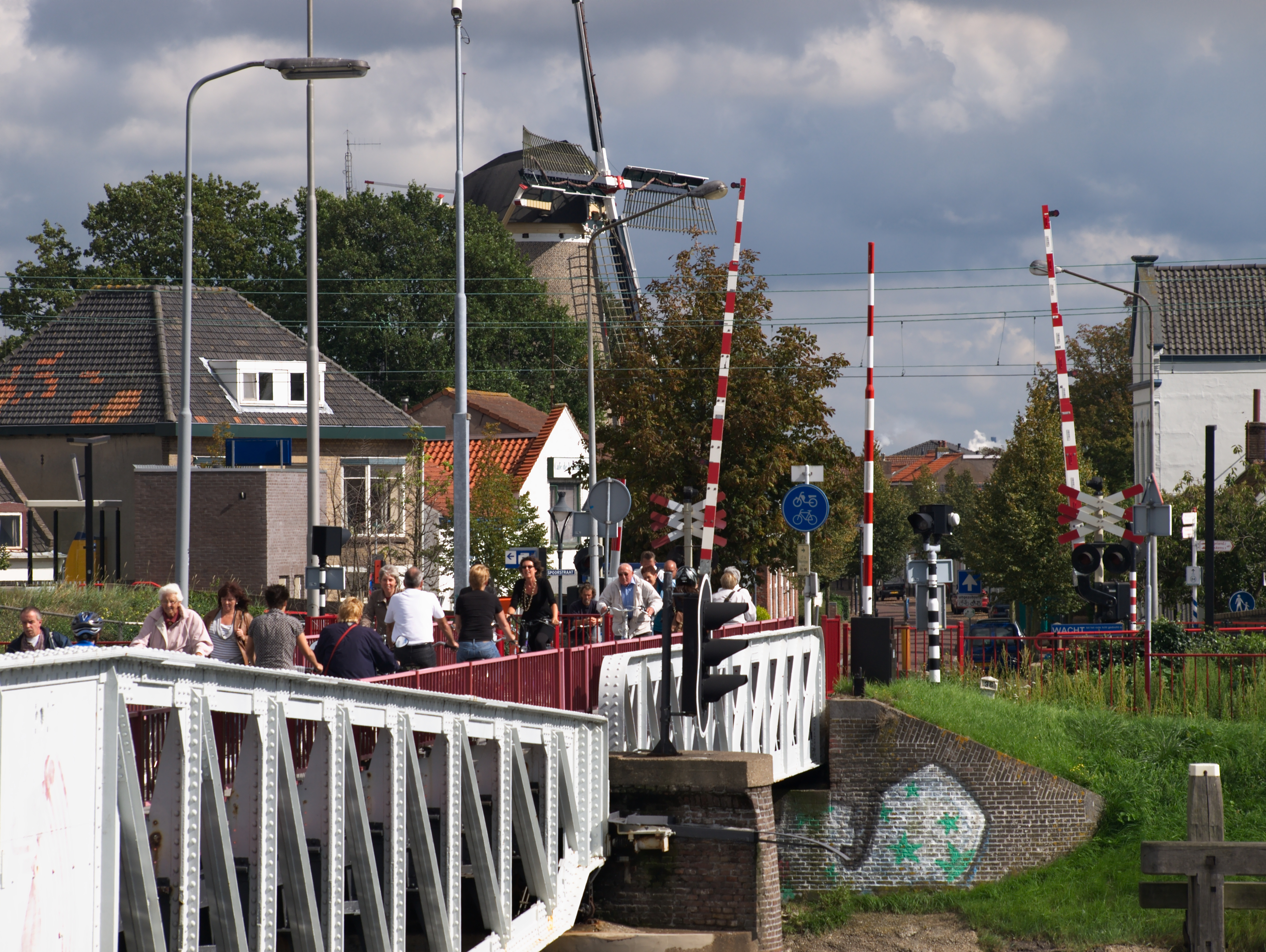
vysouvací most v Souburgu

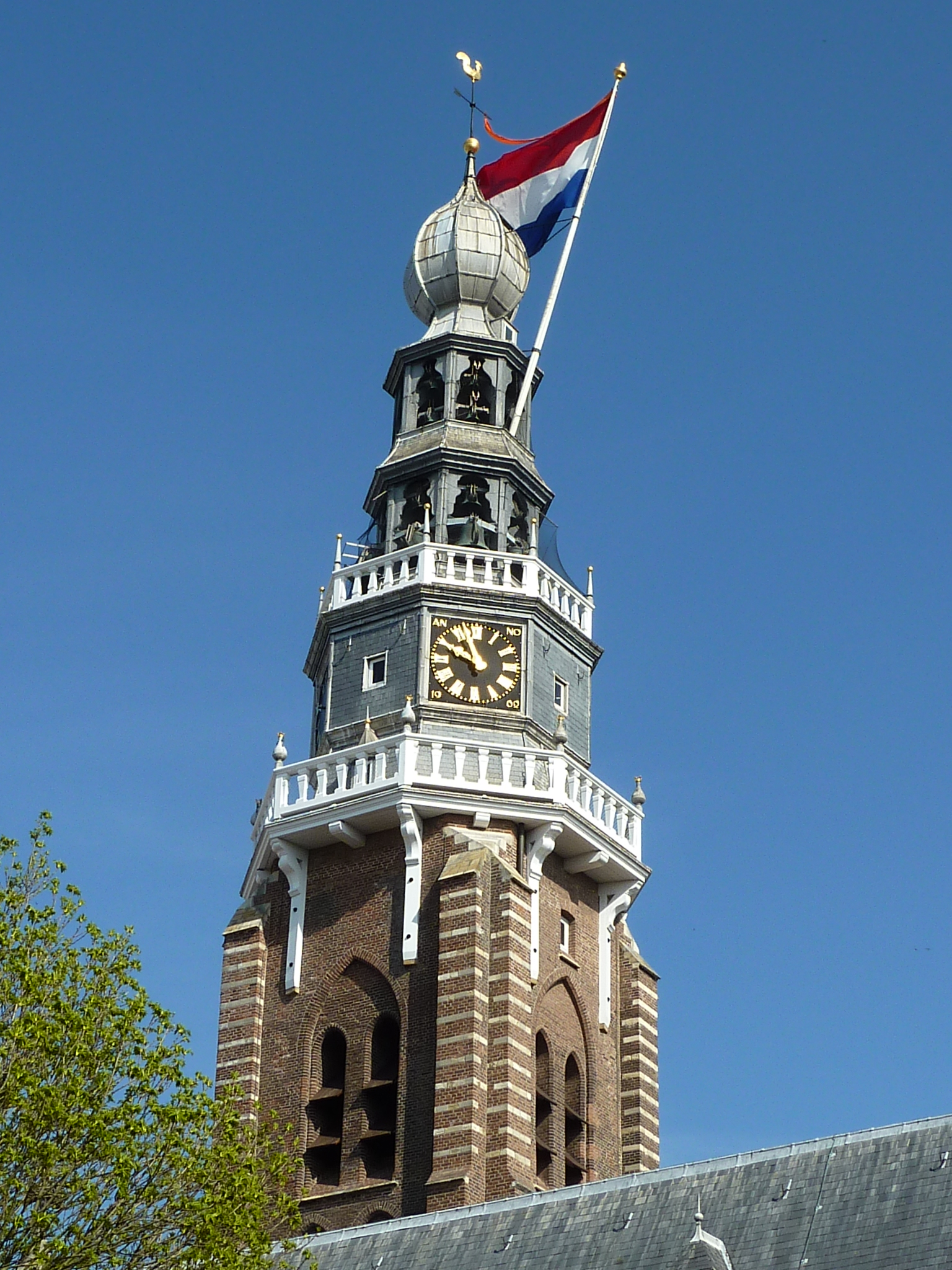
kostel svatého Jakuba

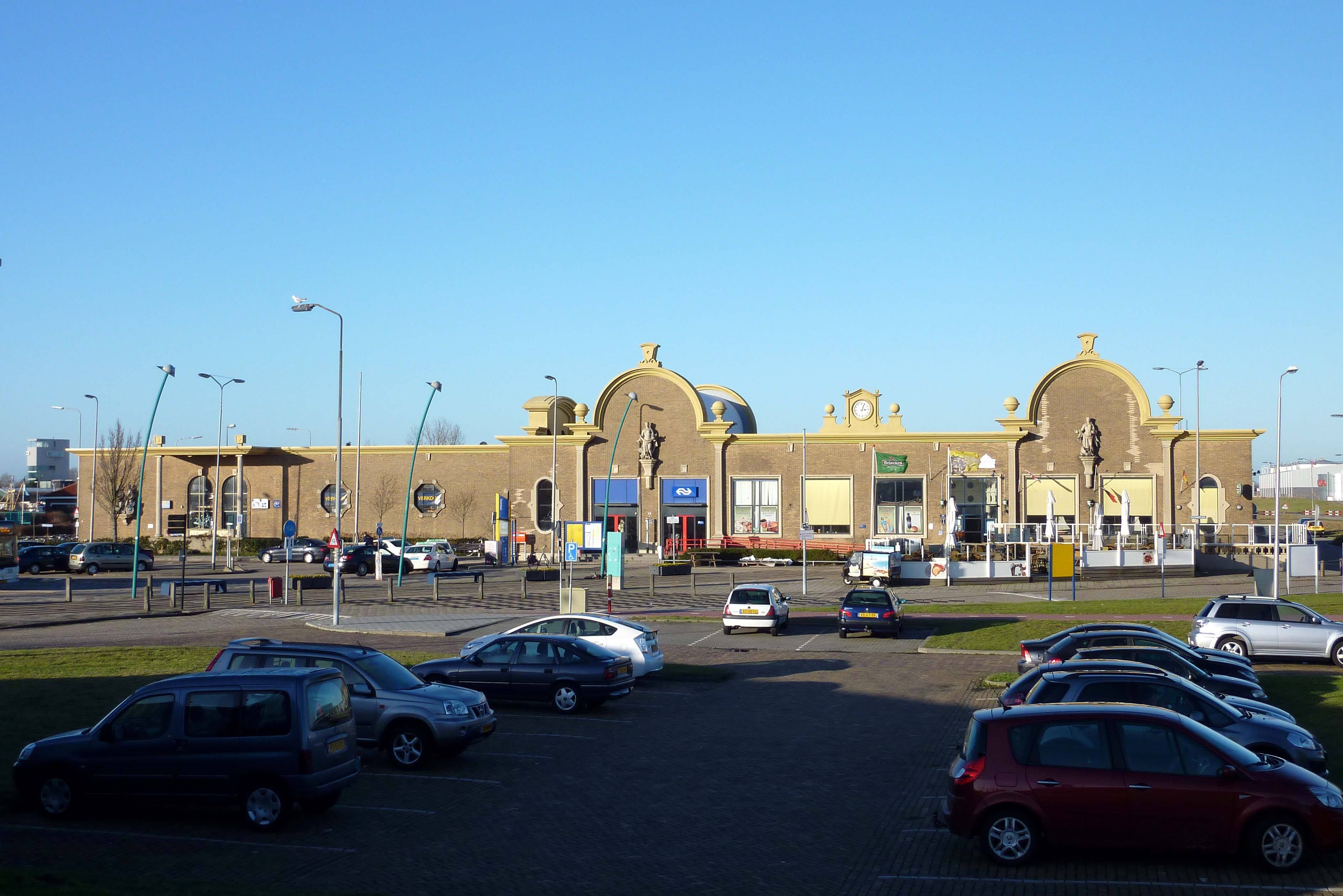
budova vlakového nádraží ve Vlissingenu

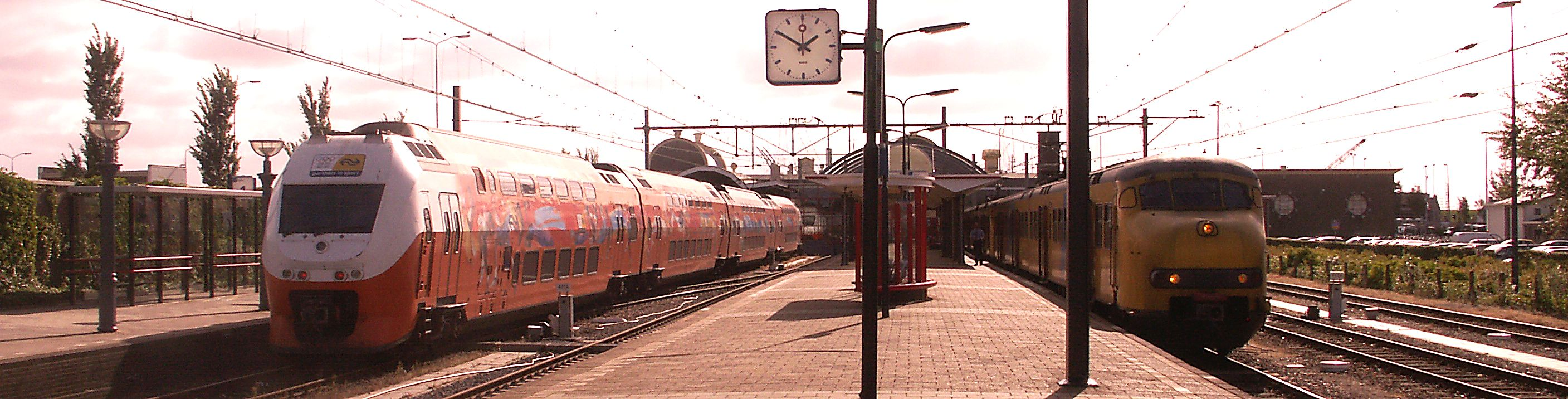
vlakové nádraží ve Vlissingenu - nástupiště

- Fort Rammekens – nejstarší přímořská pevnost v západní Evropě
- Garnizoensbakkerij
- Strážní věž Gevangenentoren
- Karolingische Burg
- Lampsinshuis
- De Reuyterův námořní institut
- Socha Michiela de Ruytera
- Budova vlakového nádraží
- Větrný mlýn Oranjemolen
- Plein Vier Winden – náměstí Čtyř větrů
- Sint Jacobskerk – kostel svatého Jakuba
- vysouvací most v Souburgu
- Timmerfabriek (lodní doky De Schelde)
- Kasárna Viléma III.
- Wooldhuis
- Zeemanserve (Cornelia Quackshofje)
- různé staré budovy v centru Vlissingenu

### Muzea
- Het Arsenaal
- Zeelandské námořní muzeum
- Zoologická zahrada pro plazy Iguana

## Školství
Vedle základních a středních škol je zde střední odborná škola ROC Zeeland a vysoká odborná škola Hogeschool Zeeland. ROC a Hogeschool Zeeland jsou situovány v školské zóně. Existují plány na vytvoření kampusu Vlissingen-Městský přístav, kde by docházelo ke spolupráci Hogeschool Zeeland/ROC Zeeland a zde působících firem.
Na bulváru stojí škola námořní dopravy, která vyučuje námořnictví na úrovni vyšší i střední. Stará budova má bohatou historii a během let vychovala spoustu námořních specialistů.

## Doprava a přeprava

### Vlaková spojení
Vlissingen je konečnou stanicí tzv. zeelandské linky (Zeeuwse Lijn). Město má dvě zastávky – stanici Vlissingen Souburg a Vlissingen. Na obou stanicích zastavují jak osobní vlaky, tak vlaky intercity. V minulosti zde byly také rozličné tramvajové linky, mimo jiné mezi Vlissingenem a Middelburgem.

### Silniční doprava
Silnice A58 nabízí spojení s městem Goes a Bergen op Zoom.

### Trajektová přeprava
Veolia Transport Fast Ferries obstarává námořní dopravu pro cyklisty a pěší mezi městy Vlissingen a Breskens. Od otevření tunelu pod západní Šeldou v dubnu 2003 už neprovádí přepravu automobilů.

### Dřívější nákladní lodní přeprava do Anglie
Mezi lety 1875 a 1939 a mezi lety 1974 a 1994 byla mezi městem a Anglií pravidelná denní osobní a nákladní přeprava. Od roku 1875 do roku 1939 včetně byla provozována firmou Stoomvaart Maatschappij Zeeland (SMZ) do měst Sheerness, Queenborough, Folkestone a Harwich. Z důvodu vypuknutí druhé světové války bylo spojení přerušeno. Po válce nemohlo být obnoveno vzhledem k těžkému poškození přístavu a tak byla linka přesunuta do Hoek van Holland. Od roku 1974 do roku 1994 provozovala společnost Olau Line dopravu mezi Vlissingenem a Sheerness. Kvůli ekonomické recesi v Anglii a rostoucí konkurenci bylo spojení 15. května 1994 zrušeno.

### Autobusová doprava
Autobusová doprava ve Vlissingenu je zajišťována přepravcem Connexxion. Nejdůležitější zastávkou je Betje Wolffplein (Centrum). Frekventovanými zastávkami jsou také Ziekenhuis Walcheren (Nemocnice Walcheren), Prins Hendrikweg (Ulice Prince Hendrika) a zastávka Fast-Ferry/Station. Vlissingen obsluhujíc následující linky:
- Linka 55 : Middelburg-Station – Vlissingen-Betje Wolffplein (Centrum), (přes Baskensburg – West-Souburg)
- Linka 56 : Middelburg-Station – Vlissingen-Fast-Ferry/Station NS (vlak. nádraží), (přes Vlissingen-Centrum – Koudekerke)
- Linka 57 : Middelburg-Station – Vlissingen-Betje Wolffplein (Centrum), (přes Oost-Souburg)
- Linka 58 : Middelburg-Station – Vlissingen-Betje Wolffplein (Centrum), (přes Westerzicht – West-Souburg)
- Linka 60 : Terneuzen-zastávka Westerscheldetunnel – Vlissingen-Fast-Ferry/Station NS (vlak. nádraží), (přes Tolplein)
- Linka 61 : Middelburg-Station – Oost-Souburg-Station, (přes Vlissingen-Oost - Ritthem)

## Přístavy a průmysl
Vlissingen je od pradávna přístavním městem. Přístavy byly postupem času pomalu přesunuty na východ od města. Nejprve byly ve městě jen přístavy. V devatenáctém století byl postaven vnější přístav a za zdymadly, společně s kanálem skrz poloostrov Walcheren i první a druhý vnitřní přístav. Mezi lety 1961 a 1964 byl díky přehrazení Zuid-Sloe realizován přístav a průmyslová zóna Vlissingen-východ (Vlissingen-Oost), také často pojmenovávána jako Sloegebied. Vlissingen je třetím přístavem Nizozemí. V přístavu Vlissingen se po Rotterdamu a Amsterdamu přepraví nejvíce zboží. Jeho objem (přívoz + odvoz) byl v roce 2007 téměř 19 milionů tun.

## Sport a rekreace
Městem prochází evropská pěší cesta E9, v těchto místech nazývaná také North Sea Trail. E9 probíhá podél pobřeží, od Portugalska nahoru až k baltským státům.
Ročně je pořádán Sdružením šachu Walcheren vysoké školy Zeeland turnaj. Jedná se o mezinárodně obsazený šachový turnaj. V roce 2008 se ho účastnilo 249 šachistů. Ve městě leží také rozličná sportovní hřiště a fotbalový klub a klub pozemního hokeje. Ve spolupráci s městem Middelburg byl vytvořen u Vrijburgu sportovní areál, kde leží městské oblastní koupaliště.

## Nejvyšší stavy vody
1. 1. únor 1953: 455 cm nad normální amsterdamskou hladinou (Normaal Amsterdams Peil – NAP)
2. 3. leden 1976: 394 cm nad NAP
3. 12. březen 1906: 392 cm nad NAP
4. 28. leden 1994: 387 cm nad NAP
5. 27. únor 1990: 384 cm nad NAP

## Rozdělení křesel v městské radě
Poslední volby se konaly 3. března 2010. 27 křesel bylo rozděleno mezi deset politických stran.
- LPV (De Lokale Partij Vlissingen – Místní strana Vlissingen) 6 křesel
- PSR (Partij Souburg-Ritthem – strana Souburg-Ritthem) 5 křesel
- PvDA (Partij van de Arbeid – strana práce) 4 křesla
- CDA (CDA – Křesťanskodemokratická výzva) 2 křesla
- VVD (VVD – Lidová strana pro svobodu a demokracii) 2 křesla
- SP (Socialistische Partij – socialistická strana) 2 křesla
- GroenLinks (GroenLinks – Zelení) 2 křesla
- D66 (D66 – Demokraté 66) 2 křesla
- POV (Progressief Ondernemend Vlissingen – Progresivně podnikavý Vlissingen) 1 křeslo
- ChristenUnie (Křesťanská unie) 1 křeslo

## Významní rodáci
- Johan Evertsen (1600–1666), admirál
- Michiel Adriaenszoon de Ruyter (1607–1676), admirál
- Cornelis Evertsen de Jonge (1628–1679), viceadmirál
- Cornelis Evertsen de Jongste (1642–1706), poručík-admirál
- Geleyn Evertsen (1655–1721), admirál
- Betje Wolff (1738–1804), spisovatelka
- Johannes Coenradus Ninaber (1779), kapitán Napoleonových vojsk
- Floor Wibaut (1859–1936), obchodník a politik
- Carel Albert van Woelderen (1877–1951), primátor Vlissingenu
- Jean-Louis Pisuisse (1880–1927), zpěvák a kabaretiér
- Geert van Oorschot (1909–1987), spisovatel (pod pseudonymem R.J. Peskens) a zakladatel vydavatelství G.A. van Oorschot
- Hans Verhagen (3. března 1939), básník, žurnalista, malíř, filmař
- Maarten Ducrot (8. dubna 1958), závodní cyklista
- Patrick Lodiers (25. října 1971), hlasatel rozhlasu BNN
- Paskal Jakobsen (20. ledna 1974), zpěvák a kytarista skupiny Bløf
- Tofik Dibi (19. listopadu 1980), politik strany GroenLinks
- Yvonne Wisse (6. června 1982), atletka
- Istvan Bakx (20. ledna 1986), fotbalista

## Aglomerace Middelburg-Vlissingen
Okresy Middelburg a Vlissingen tvoří společně malou aglomeraci čítající 90 tisíc obyvatel.

## Mapa

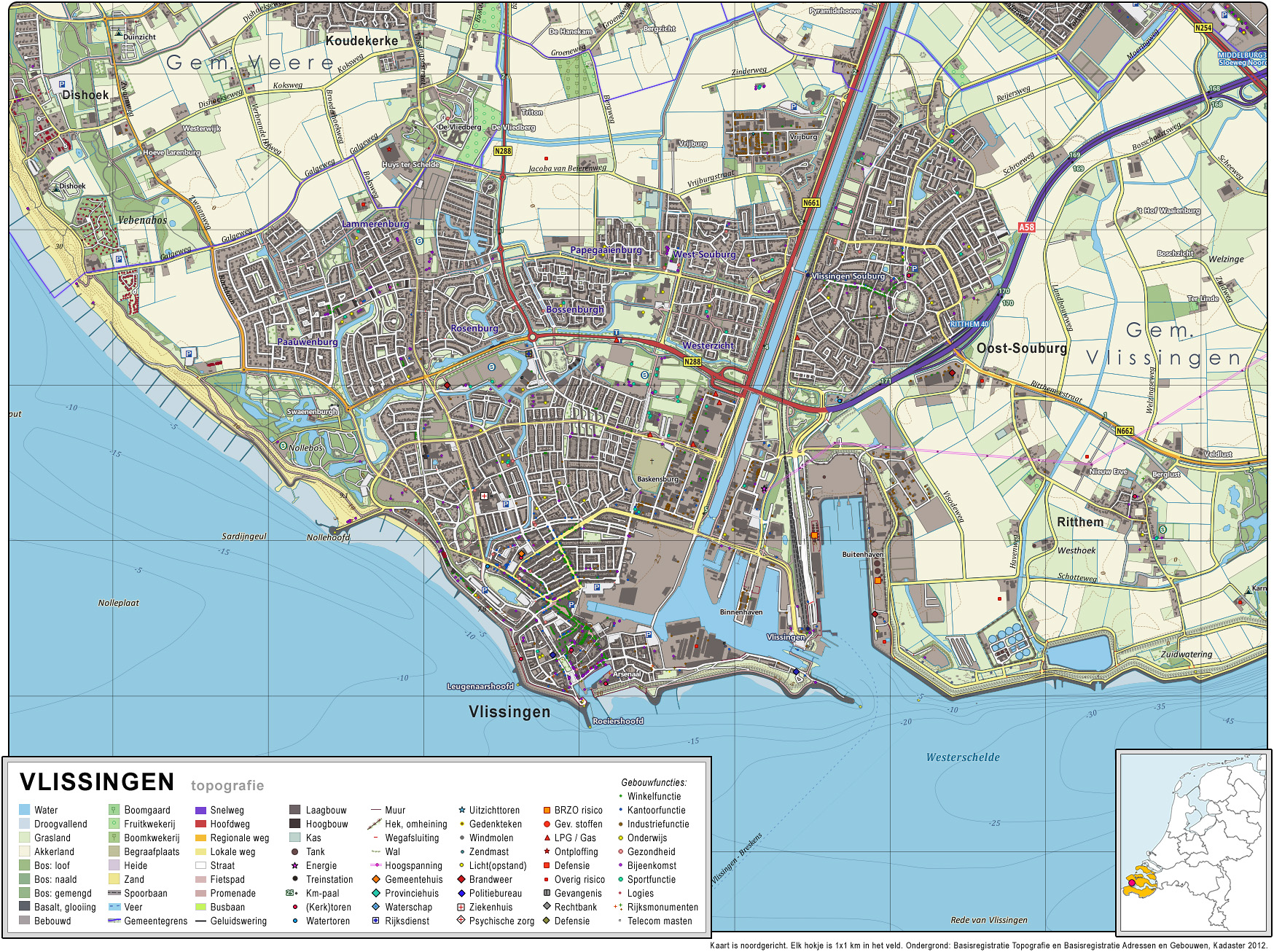
Topografická mapa města

Topografická mapa Vlissingenu, 2010-2011. Pro zvětšení klikněte na její obrázek.